# Catalyse hétérogène

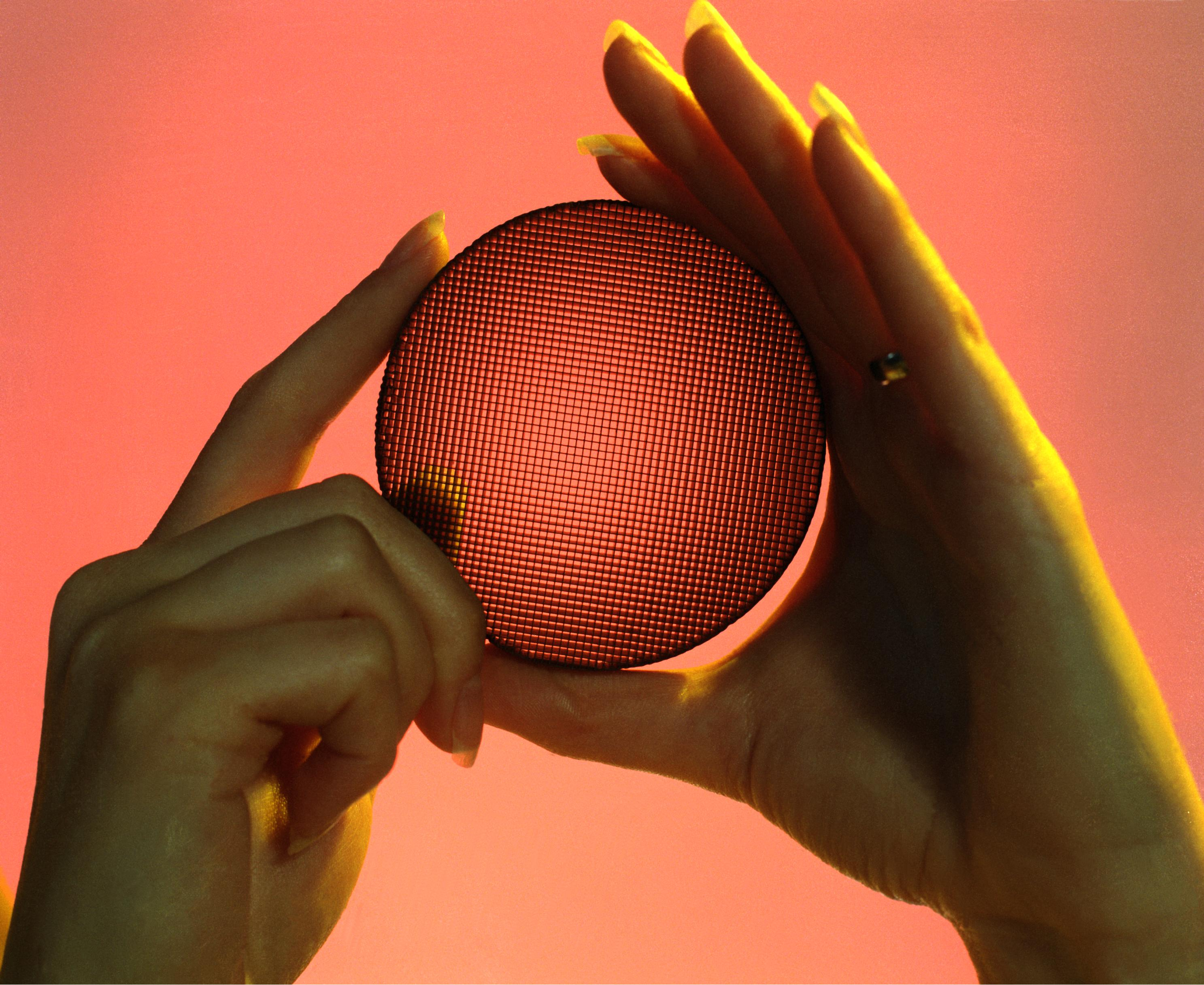
Catalyseur monolytique utilisé pour l'oxydation de CO en

En chimie, on parle de la catalyse hétérogène lorsque le catalyseur et les réactifs sont dans plusieurs phases. Généralement, le catalyseur est solide et les réactifs sont gazeux ou en solution aqueuse,. La catalyse hétérogène est d'une importance primordiale dans de nombreux domaines de l'industrie chimique et le secteur de l'énergie. L'importance de la catalyse hétérogène est mise en évidence via les Prix Nobel pour Fritz Haber en 1918, Carl Bosch en 1931, Irving Langmuir en 1932 et Gerhard Ertl en 2007,,,.

## Catalyseur solide
Le catalyseur, à l'état solide, catalyse une réaction en phase liquide ou en phase gaz.
La réaction a lieu à l'interface entre le solide et la phase gazeuse. Elle sera donc d'autant plus performante que cette surface est importante. Pour cette raison, les catalyseurs présentent généralement des surfaces spécifiques très importantes. Il est également possible de maximiser le rapport entre la surface de contact du catalyseur et la masse de catalyseur employé en dispersant ce catalyseur sur un autre solide telle qu'une mousse céramique qui lui servira de support.
Dans la majeure partie des applications industrielles, c'est ce type qui est employé. En effet, dans ce type de procédé le catalyseur peut être récupéré par simple filtration ou fixé dans un flux de réactif. Cela permet à la fois de le récupérer aisément afin de pouvoir le réutiliser mais aussi d'éviter des opérations de séparation du catalyseur des produits en fin de réaction.

### Analyse du cycle catalytique

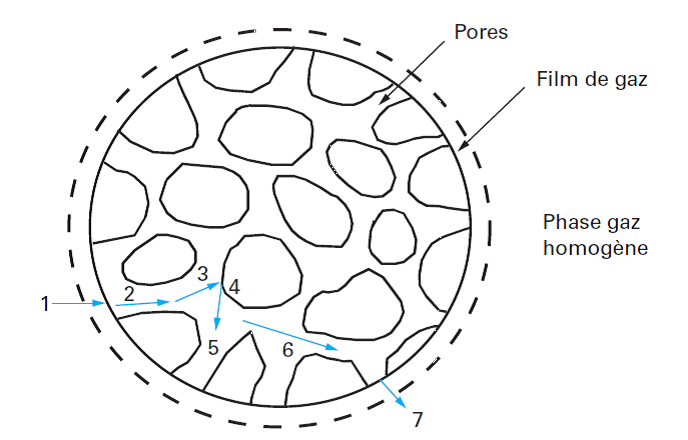
Visualisation des étapes d’une réaction en catalyse hétérogène

La réaction en catalyse hétérogène se déroule selon un schéma contenant plusieurs étapes (sept généralement).
Les sept étapes sont les suivantes :
1. diffusion des réactifs à travers la couche gazeuse qui stagne autour du grain (diffusion externe)
2. diffusion des réactifs dans les pores du grain (diffusion interne)
3. adsorption des réactifs
4. transformation de l’espèce adsorbée (réaction superficielle)
5. désorption des produits de la réaction
6. diffusion dans les pores des produits jusqu’à la frontière du grain (diffusion interne)
7. diffusion externe des produits à travers la couche gazeuse qui entoure le grain (diffusion externe).

### Types de mécanisme
- Mécanisme de type Mars - van Krevelen

Dans le cas de l'oxydation des hydrocarbures sur des oxydes, P. Mars et D.W. van Krevelen ont proposé un mécanisme de type redox. Dans celui-ci, l'espèce réactive est un atome d'oxygène du réseau de l'oxyde (sous la forme de O2−) qui réagit avec l'hydrocarbure. Cet oxygène est ensuite régénéré par l'arrivée d'oxygène de la phase gazeuse.
- Mécanisme de type Langmuir - Hinshelwood

Dans ce type de mécanisme, la réaction se fait entre espèces adsorbées à la surface du catalyseur. Cela signifie donc que les espèces nécessaires à une réaction sont présentes à la surface du catalyseur. Cela ne veut pas dire que toutes les espèces mises en jeu dans la réaction doivent être présentes. Dans le cas de réactions mettant en jeu plusieurs espèces et plusieurs étapes, le substrat peut bouger à la surface du catalyseur et les réactifs aussi.
Dans le cas de l'oxydation de composés organiques volatils, ce mécanisme implique une réaction de surface entre l'oxygène et le COV. Tous les deux sont adsorbés sur des sites actifs de même type. L'adsorption de l'oxygène et du COV peut être dissociative ou non avec une compétition des réactifs possible entre eux.
- Mécanisme de type Eley - Rideal

Contrairement au mécanisme précédent, ici la réaction se fait entre une espèce adsorbée à la surface du catalyseur et une espèce non adsorbée.
Toujours dans le cas de l'oxydation catalytique des COV, seul le COV ou l'oxygène est adsorbé à la surface du catalyseur, ce qui permet de dire que la réaction a lieu entre une molécule de COV adsorbé et une molécule d'oxygène dans la phase gaz ou bien l'inverse.

## Classes de catalyseurs hétérogènes
Bien que la majorité des catalyseurs hétérogènes soient des solides, de nombreuses variantes existent.
| Phase réagissant            | Exemples donnés                                                          | Commentaire                                                                           |
| --------------------------- | ------------------------------------------------------------------------ | ------------------------------------------------------------------------------------- |
| solide + gaz                | Synthèse d'ammoniac à partir de N2 + H2 sur de catalyseurs à base de fer |                                                                                       |
| solide + solution           | Hydrogénation d'acides gras avec du nickel                               | Utilisé pour la fabrication de la margarine                                           |
| phases liquides immiscibles | Hydroformylation du propène                                              | Catalyseur en phase aqueuse, réactifs et produits principalement en phase non aqueuse |

## Exemples
| Procédés industrielles                                 | Réactifs, produit(s)                   | Catalyseur(s)                                                                                                | Commentaire |
| ------------------------------------------------------ | -------------------------------------- | --- | --- |
| Synthèse de l’acide sulfurique (Procédé de contact)    | SO2 + O2, SO3                          | pentoxyde de vanadium                                                                                        | Hydratation de SO3 pour produire H2SO4                                                                         |
| Synthèse de l’ammoniac (Procédé Haber)                 | N2 + H2, NH3                           | fer modifié par l’hydroxyde de potassium                                                                     | Environ 80 % de la production de NH3 sert à la fabrication d’engrais et 10 % à la production d’acide nitrique. |
| Synthèse de l’acide nitrique (Procédé Ostwald)         | NH3 + O2, HNO3                         | De toiles Pt-Rh                                                                                              | les routes directes à partir de N2 ne sont pas économiques                                                     |
| Production du gaz de synthèse par reformage du méthane | CH4 + H2O, H2 + CO2                    | nickel supporté sur alumine                                                                                  | Des routes plus écologiques vers H2 par craquage de l’eau sont activement recherchées                          |
| Synthèse du méthanol (Procédé ICI et Procédé Lurgi)    | CO + H2, CH3OH                         | CuO/ZnO/Al2O3                                                                                                | CH3OH est un intermédiaire dans l’industrie chimique et pour la production de combustibles liquides            |
| Synthèse de l’oxyde d’éthylène                         | C2H4 + O2, C2H4O                       | argent métallique supporté sur alumine, (avec de nombreux promoteurs)                                        | mal applicable à d'autres alcènes                                                                              |
| Craquage catalytique                                   | CnH2n+2, CmH2m+2 + C3H6                | catalyseur acide                                                                                             | augmente la qualité de l’essence produite                                                                      |
| Isomérisation                                          | pentane-hexane, paraffines substituées | soit une alumine chlorée contenant 0,3 % de platine, soit une zéolithe de type mordénite contenant aussi Pt) | produire des paraffines substituées (indice d’octane élevé)                                                    |
| Désulfuration du pétrole (Hydrodésulfuration)          | H2 + hydrocarbure sulfuré, RH + H2S    | Mo-Co sur Al2O3                                                                                              | produit des hydrocarbures à faible teneur en soufre, du soufre récupéré par le Procédé Claus                   |

## Matériaux utilisés
- fer : procédé Haber (synthèse de l'ammoniac)
- oxyde de vanadium
- nickel : nickel de Raney (fabrication de la margarine)
- palladium : pot catalytique, hydrogénation
- platine : pot catalytique, fabrication d'acide nitrique, pétrochimie
- rhodium : pot catalytique